# DDR-Meisterschaft im Straßenrennen 1950
Die DDR-Meisterschaft im Straßenradsport 1950 war die erste Austragung der Meisterschaften im Straßenradsport seit Gründung der DDR. Im Vorjahr hatte eine Straßen-Radmeisterschaft der Ostzone stattgefunden, die von Georg Sternberg gewonnen worden war. Der Start zum Meisterschaftsrennen erfolgte am 10. September in Greiz. Der Kurs führte über Zwickau, die Steile Wand von Meerane, Gera, Schleiz wieder zum Ziel nach Greiz. Diese Strecke war 160 Kilometer lang.

## Rennverlauf
Der Start für die 38 Titelaspiranten erfolgte bei Regenwetter. Bereits nach 30 Kilometern bildete sich eine Spitzengruppe von acht Fahrern, die letztlich die Plätze unter sich ausmachte. Durch Defekte fielen die Mitfavoriten Paul Scherner, Werner Weber und Werner Marschner zurück. Auch Bernhard Trefflich, der an der Steilen Wand von Meerane als Erster ankam verlor nach einem Sturz und Defekt den Anschluss an die sechsköpfige Spitzengruppe. Schatz eröffnete den finalen Sprint und konnte sich sicher vor seinen Konkurrenten durchsetzen.
|     | Fahrer           | Verein/Ort       | Zeit (h) |
| --- | ---------------- | ---------------- | -------- |
| 01. | Edgar Schatz     | Buna Merseburg   | 5:11:33  |
| 02. | Lothar Meister I | Mechanik Leipzig | 5:11:33  |
| 03. | Werner Gräber    | Semper Berlin    | 5:11:33  |
| 04. | Erich Schulz     | Semper Berlin    | 5:11:33  |
| 05. | Paul Dinter      | Motor Wildau     | 5:11:33  |
| 06. | Pietzsch         | Freiberg         | 5:11:33  |
| 0 … |                  |                  |          |